# No Broken Hearts
«No Broken Hearts» es una canción grabada por la cantante estadounidense Bebe Rexha, en la que colabora vocalmente con la rapera trinitense Nicki Minaj. La canción fue lanzada como sencillo el 16 de marzo de 2016. Fue escrita por Bebe Rexha, Nicki Minaj, Jacob Kasher Hindlin y Koko LaRoo y producida por The Invisible Man y Salt Wives.

## Antecedentes y composición
Bebe y Nicki primero colaboraron en la canción «Hey Mama» del sexto álbum de estudio de David Guetta Listen, que se convirtió en un éxito internacional. Las chicas cantaron la canción en vivo por primera vez juntas durante la pool-party veraniega de iHeartRadio en el Caesar's Palace de Las Vegas el 30 de mayo de 2015.
En una entrevista para el Elvis Duran Show, Bebe dijo que escribió «No Broken Hearts» en un día en que se sintió ignorada y abandonada por la gente. Ella mantuvo la mayor parte de lo que registró ese día en la versión final; aunque no era perfecta, no se sentía en ella. Pensó que la canción era especial y socialmente actual y decidió enviarle la pista a Nicki Minaj, que inmediatamente saltó sobre ella. En otra entrevista para Zach Sang Mostrar, Bebe dijo que quería recrear con Minaj el mismo éxito que tuvieron al colaborar en «Hey Mama».

## Video musical
El video musical oficial fue dirigido por Dave Meyers y se lanzó el 7 de abril de 2016 en el canal oficial de Bebe en YouTube. Está protagonizado por Bebe Rexha y Nicki Minaj, con cameos del rapero G-Eazy y el músico Don Benjamin. Desde su lanzamiento, el vídeo ha recibido más de 300 millones de visitas.

## Posicionamiento en listas
| Lista (2016)                                | Mejor posición |
| ------------------------------------------- | -------------- |
| Bélgica (Flandes) (Ultratip Bubbling Under) | 26             |
| Bélgica Urban (Ultratop Flandes)            | 23             |
| Canadá (Canadian Hot 100)                   | 97             |
| República Checa (Singles Digitál Top 100)   | 73             |
| Alemania (Media Control AG)                 | 92             |
| Italia (FIMI)                               | 90             |
| Eslovaquia (Singles Digitál Top 100)        | 56             |
| Estados Unidos (Bubbling Under Hot 100)     | 9              |
| Estados Unidos (Mainstream Top 40)          | 30             |
| Estados Unidos (Rhythmic)                   | 38             |